# Junko Miyashita
Junko Miyashita (jap. 宮下 順子, Miyashita Junko; * 29. Januar 1949 in Tokio) ist eine japanische Schauspielerin. Seit den 1970er Jahren spielte sie in über hundert Filmen mit.

## Leben
Zwischen 1972 und 1974 spielte sie in mehreren Softcore-Streifen der Filmgesellschaft Nikkatsu mit (und so zu einer Art Ikone im Roman Porno (kurz für Romantische Pornographie) wurde), bis sie 1975 mit dem Erotikfilm Jitsuroku Abe Sada (Deutscher Titel: Die Geschichte der Abe Sada; Regie Noboru Tanaka) ihren Durchbruch als Schauspielerin hatte und in der Hauptrolle die historische Person und Prostituierte Sada Abe spielte. Miyashita spielte aber auch weiterhin vorwiegend freizügige Rollen.
Von 1973 bis 1980 spielte sie in sieben Filmen des Regisseurs Tatsumi Kumashiro mit, von denen einer (Akai kami no onna (1979)) ihr eine Nominierung für einen Japanese Academy Award (JAA) in der Kategorie Beste Hauptdarstellerin einbrachte.
Im Jahr zuvor war sie für den Japanese Academy Awards als Beste Nebendarstellerin für ihre Rolle im Film Dainamaito dondon (1978) des Regisseurs Kihachi Okamoto nominiert worden. Ebenfalls für den Japanese Academy Award nominiert war sie für ihre Nebenrolle im Film Kumokiri nizaemon (1978), bei dem Hideo Gosha Regie führte. Für beide Rollen gewann sie allerdings einen Blue Ribbon Award.
Auf dem Yokohama Film Festival 1980 wurde sie mit einem Sonderpreis für ihre Karriere ausgezeichnet.
Später spielte sie dann in zwei preisgekrönten Filmen des Regisseurs Mitsuo Yanagimachi mit, Himatsuri (1985) und Ai ni tsuite, Tokyo (1992).